# Филипович, Милева
Милева Филипович (черног. Милева Филиповић, в девичестве — Калежиц; 4 сентября 1938, Spuž, Даниловград — 11 июля 2020, Подгорица) — черногорский социолог, профессор права в Университете Черногории, где безуспешно пыталась создать кафедру гендерных исследований.

## Биография
Милева Калежиц родилась 4 сентября 1938 года в Спуже. Она окончила факультет социологии Белградского университета в 1973 году и впоследствии получила степень магистра в 1976 году. В 1983 году она получила степень доктора философии в Высшей нормальной школе, где её частично курировал Луи Альтюссер. С 1974 года работала в Университете Черногории (затем Титоградского университета) в должности доцента. В 1998 году она получила звание профессора юридического факультета Университета Черногории, где проработала до выхода на пенсию в 2004 году. Она безуспешно пыталась создать в университете программу женских исследований. Она умерла 11 июля 2020 года в Подгорице и была похоронена на кладбище в Добрска Жупе.

## Исследования
Филипович работала над социологическими, структуралистскими и эпистемологическими исследованиями. Её интерес к гендерным исследованиям и феминизму усилился примерно в 2000 году. Ей приписывают введение концепции гендера в академический дискурс Черногории. Её описывали как «выдающегося» социолога-теоретика в области социальных наук в Юго-Восточной Европе. В 2000-е годы она была единственным исследователем, исследующим роль женщин в постсоциалистической Черногории, где она продемонстрировала, что 1990-е годы были периодом дальнейшего ущемления прав женщин в стране.

## Работы
- Filipović, Mileva. "Sociologija i postpozitivističke paradigme: neke saznajne teškoće savremene sociologije." Sociologija 50.3 (2008): 251-266.
- Filipović, Mileva. "Moška dominacija Pierra Bourdieuja." Ars & Humanitas 2.1 (2008): 121-132.
- Filipović, Mileva. "Paradigma za konstrukciju nacionalnih identiteta." Sociologija 43.4 (2001): 309-318.

## Личная жизнь
У Филипович было трое сыновей: Владимир, Небойша и Слободан.